# Љутићи (биљка)
{{automatic taxobox
| image = Sumpfdotterblume Porträt Ausschnitt.jpg
| image_caption = 
| taxon = Ranunculaceae
| authority = 
| subdivision_ranks = Потпородице
| subdivision = 
- -{Hydrastidoideae
- Glaucidioideae
- Coptoideae
- Thalictroideae
- Ranunculoideae}-

}}
Љутићи (лат. Ranunculaceae) су велика породица вишегодишњих и ређе једногодишњих биљака из класе дикотила. Љутићи су распрострањени широм света, али најбоље успевају на умереном и хладном појасу северне полулопте. Већина припадника ове породице живи на влажним местима.
Породицу љутића чине углавном зељасте биљке, а ређе дрвенасте пузавице као што је павит. Зиму обично преживе ризоми или приземни изданци.
Код љутића, листови су наизменично распоређени, углавном без залистака, прости, целог обода или перасто дељени. Листови неких врста су раздељени на велики број кончастих режњева (нпр. гороцвет и саса) док неке врсте имају прстасто (нпр. кукурек, обична павит) или перасто сложене листове.
Већина врста из ове породице имају цветове скупљене у неки вид цвасти, мада има и примерака са по једним цветом на стабљици. Цветови су двополни, најчешће актиноморфне симетрије (неке врсте као нпр. једић и жаворњак имају зигоморфне цветове). Цветови могу бити беле, плаве или жуте боје. Цветни омотач најчешће граде само листићи чашице. Ретко постоје листићи праве чашице и крунице. У цвету има много прашника који су слободни. Такође у цвету се налази већи број тучака. Плодови су орашице или многосемени мешкови.